# Scorch Trio
Scorch Trio est un groupe finlando-norvégien de jazz.

## Histoire
Le trio est formé par le guitariste finlandais Raoul Björkenheim et le bassiste norvégien Ingebrigt Håker Flaten après leur rencontre lors d'un festival en Finlande en 1998. Ils intègrent le batteur Paal Nilssen-Love comme troisième membre et commencent avec l'album Scorch Trio en 2002. Nilssen-Love est remplacé par le musicien américain Frank Rosaly avant leur quatrième album, Melaza, en 2010. Le trio est nommé pour l'Alarmprisen 2003 et 2005 dans la catégorie du « meilleur album de jazz » pour Scorch Trio et Luggumt respectivement,

## Discographie
- 2002 : Scorch Trio (Rune Grammofon)
- 2004 : Luggumt (Rune Grammofon)
- 2008 : Brolt! (Rune Grammofon)
- 2010 : Melaza (Rune Grammofon)
- 2011 : Made in Norway (Rune Grammofon – avec Mars Williams)[5]